# Cécile Rilhac
Cécile Rilhac, née le 21 avril 1974 dans le quinzième arrondissement de Paris, est une femme politique française, présidente de En commun! depuis décembre 2024. Elle est députée de la troisième circonscription du Val-d'Oise de 2017 à 2024.

## Biographie

### Parcours associatif et militant
Ancienne professeure d'EPS puis principale adjointe d'un collège en Seine-Saint-Denis, Cécile Rilhac est une militante associative particulièrement en tant que parent d'élèves. Entraîneuse au sein d'un club de gymnastique durant 20 ans, vice-présidente puis présidente d'un club de natation de 2013 à 2015 (Montigny Natation), présidente d'une association de parents d'élèves de 2008 à 2016 à Montigny-les-Cormeilles, elle est également déléguée nationale à la Culture du Mouvement des progressistes fondé par Robert Hue.

### Parcours politique
Un temps sympathisante, Cécile Rilhac intègre le Mouvement des progressistes en avril 2017, et rejoint peu après La République en marche (LREM), parti lancé par Emmanuel Macron. Elle est élue députée de la troisième circonscription du Val-d'Oise lors des élections législatives de 2017.
Fin 2018, elle indique qu'elle ne portera pas la question de l’immigration dans le cadre du grand débat national organisée par le gouvernement dans le contexte du mouvement des Gilets jaunes (alors que l'exécutif l'a inscrite parmi ses lignes directrices), estimant que « ce n’est pas une revendication d’aujourd’hui » et ne souhaitant pas « donner cette importance-là à l’extrême droite ». En 2019, avec d'autres députés LREM, elle se désolidarise d'Aurore Bergé, porte-parole de LREM, lorsque celle-ci annonce son intention de voter une proposition de loi des Républicains interdisant le port du voile aux femmes qui accompagnent des groupes d’élèves en sortie scolaire.
Elle quitte le MDP en juin 2019, en désaccord avec les critiques de son parti envers la politique d'Emmanuel Macron.
En avril 2020, elle est choisie par le groupe LREM pour intervenir à l'Assemblée sur le thème de l’école après le discours d’Édouard Philippe sur la stratégie de déconfinement. Elle a été corapporteure avec Valérie Bazin-Malgras sa collègue de l'opposition du groupe Les Républicains pour la mission sur le statut des directeurs d’écoles. Une proposition de loi de la majorité a suivi ce rapport, adoptée en première lecture en juin 2020 dont elle a été la rapporteure,.
Partie prenante de la création du nouveau groupe Écologie démocratie solidarité, elle renonce à le rejoindre.
Le 24 novembre 2020, elle fait partie des dix députés LREM qui votent contre la proposition de loi relative à la sécurité globale. Elle adhère, dès sa création, au parti En commun!crée par Barbara Pompili, Hugues Renson et Jacques Maire. https://www.leparisien.fr/politique/majorite-presidentielle-barbara-pompili-et-hugues-renson-creent-leur-parti-politique-13-10-2020-8402046.php
En avril 2023, elle décide de quitter le groupe Renaissance à l'Assemblée nationale pour se ranger parmi les apparentées.
En décembre 2023, elle annonce qu'elle ne votera pas le texte ayant pour but de contrôler l'immigration, promu par Gérald Darmanin, malgré son appartenance à la majorité, pointant le fait que « le texte sorti du Sénat reprend clairement les idées du Rassemblement national ».
Elle se représente lors des élections législatives françaises de 2024. Elle finit troisième et se désiste en faveur d'Emmanuel Maurel, candidat du Nouveau Front populaire pour faire barrage au Rassemblement national.